# Bernat Baretja
Bernat Baretja, spanisch auch Bernardo Barecha, (* 16. Jahrhundert; † 17. Jahrhundert) war ein katalanischer Komponist und Chormeister der Escolania de Montserrat.
Von Bernat Baretja sind nur wenige Fakten auf uns überkommen. Für das Jahr 1623 ist Baretja als Meister Escolania de Montserrat nachgewiesen. Gemäß der Efemérides de músicos españoles (1860) des Musikwissenschaftlers Baltasar Saldoni war Baretja ein guter Sänger und Komponist.
Er war anscheinend mit dem Seefahrer und späteren Mönch von Montserrat Miquel Baretja verwandt.